# Drosophila mediodelta
Drosophila mediodelta este o specie de muște din genul Drosophila, familia Drosophilidae, descrisă de Heed și Wheeler în anul 1957. Conform Catalogue of Life specia Drosophila mediodelta nu are subspecii cunoscute.